# Обідувек
Обідувек (пол. Obidówek) — село в Польщі, у гміні Кутно Кутновського повіту Лодзинського воєводства.